# Drupadia boisduvalii
Drupadia boisduvalii är en fjärilsart som beskrevs av Moore 1884. Drupadia boisduvalii ingår i släktet Drupadia och familjen juvelvingar. Inga underarter finns listade i Catalogue of Life.